# Elmohardyia immaculata
Elmohardyia immaculata är en tvåvingeart som beskrevs av Silva Menezes och José Albertino Rafael 1997. Elmohardyia immaculata ingår i släktet Elmohardyia och familjen ögonflugor. Inga underarter finns listade i Catalogue of Life.